# Doktor Avalanche
Doktor Avalanche es el nombre de la caja de ritmos usada por la banda de rock gótico The Sisters of Mercy.
Originalmente se usó una DR-55, después fue remplazada por una Roland TR-606 y durante la grabación del primer álbum se usó un TR-808. En la canción First and Last and Always del mismo álbum se usó un Oberheim DMX. Debido a los ingresos del álbum, el Doktor fue mejorado a un Yamaha RX5 y subsecuentemente reforzado con un Akai S1000.
- Datos: Q10267903